# Guy Thys
Guy Thys (Antwerpen, 6 december 1922 – aldaar, 1 augustus 2003) was een Belgisch voetbalspeler en -trainer.

## Biografie
Guy Thys was de zoon van topschutter Ivan Thijs van Beerschot AC. Guy debuteerde als 17-jarige in 1939 bij deze club waar hij 10 jaar zou blijven. Door de Schemeroorlog die volop woedde zijn véél spelers gemobiliseerd voor het leger.
De eerste wedstrijden zijn moeilijk. Maar uiteindelijk liet Guy zich opmerken tijdens de wedstrijd tegen Royal Olympic Club de Charleroi, die Beerschot wint met 8-2. De jonge Thys scoorde vijfmaal.
De Duitse inval van 10 mei 1940 stopte de competitie bruut. Thys ging in op een oproep om zich aan te melden bij een Rekruteringcentrum van het Belgische leger, de CRAB, om daar een opleiding te krijgen voor het reserverkader in het vooruitzicht van een langdurige oorlog.
Door de oorlog miste hij zijn debuut als Rode Duivel in de uiteindelijk afgelaste interland tegen Nederland van 29 mei 1940. Door de afwezigheid van de sterspelers en zijn goede prestaties werd Guy door de pers getipt als een mogelijke keuze. Hij moest na zijn terugkeer uit Frankrijk nog twaalf jaar wachten op een nieuwe selectie. Na zo'n twaalf dagen werd Guy ingehaald door de oprukkende Duitsers en keert de jonge man terug naar huis, waar hij zo goed en zo kwaad mogelijk zijn voetbalcarrière wilde verderzetten.
Om meer speelkansen te krijgen verhuist Guy Thys tijdelijk naar Brussel waar hij naar de tweede divisieclub Daring Club de Bruxelles om het jaar erna terug naar Beerschot AC te trekken. Door het statuut als sportbeoefenaar genoot Guy Thys van de vrijstelling tot verplichte tewerkstelling opgelegd door de bezetters. In de zomer nam hij deel aan wielerwedstrijden om zeker te kunnen blijven van zijn vrijstelling.
Daarnaast was de jonge voetballer ook ingeschreven als arbeider in een fabriek die meewerkte aan het herstel van spoorwegen voor de Duitsers in La Louvière. Elke week moest het aanwezigheidsregister ondertekend worden en hiervoor reed Thys met de fiets heen en weer vanuit Antwerpen.
In 1944 werd de toestand echter ingewikkeld. Het kampioenschap eindigde in april en de Duitsers deden steeds moeilijker wat betreft de verplichte tewerkstelling. Guy moest zich aanbieden voor een nakend vertrek. Maar de jonge man duikt onder voor zo'n drie maanden tot de bevrijding.
In 1950 trekt Thys naar Standard Luik. De club geraakte in 1951/52 in de degradatiezone en experimenteerde er op los met de opstelling. Linksbuiten Thys bleek nu ook met succes op andere plekken in de voorhoede te kunnen spelen. Standard bleef in de Eerste Klasse en Thys werd gevraagd om voor de Rode Duivels te spelen. Hij debuteerde op 6 april 1952 in het Bosuilstadion te Antwerpen, in de met 4-2 gewonnen wedstrijd tegen Nederland. Zijn tweede en laatste wedstrijd voor de nationale ploeg, op 25 oktober 1953 in De Kuip te Rotterdam, werd met 1-0 van Nederland verloren.
Thys was speler-trainer bij Cercle Brugge vanaf 1954 en bij Racing Lokeren vanaf 1959 en vervolgens werd hij trainer bij verschillende clubs waaronder Antwerp.
Op 22 mei 1976 werd Thijs bondscoach van het Belgisch team. Onder zijn leiding behaalde het Belgische team de finale op het E.K. in 1980 en op de mondiale in 1986 bereikte België de halve finales. 

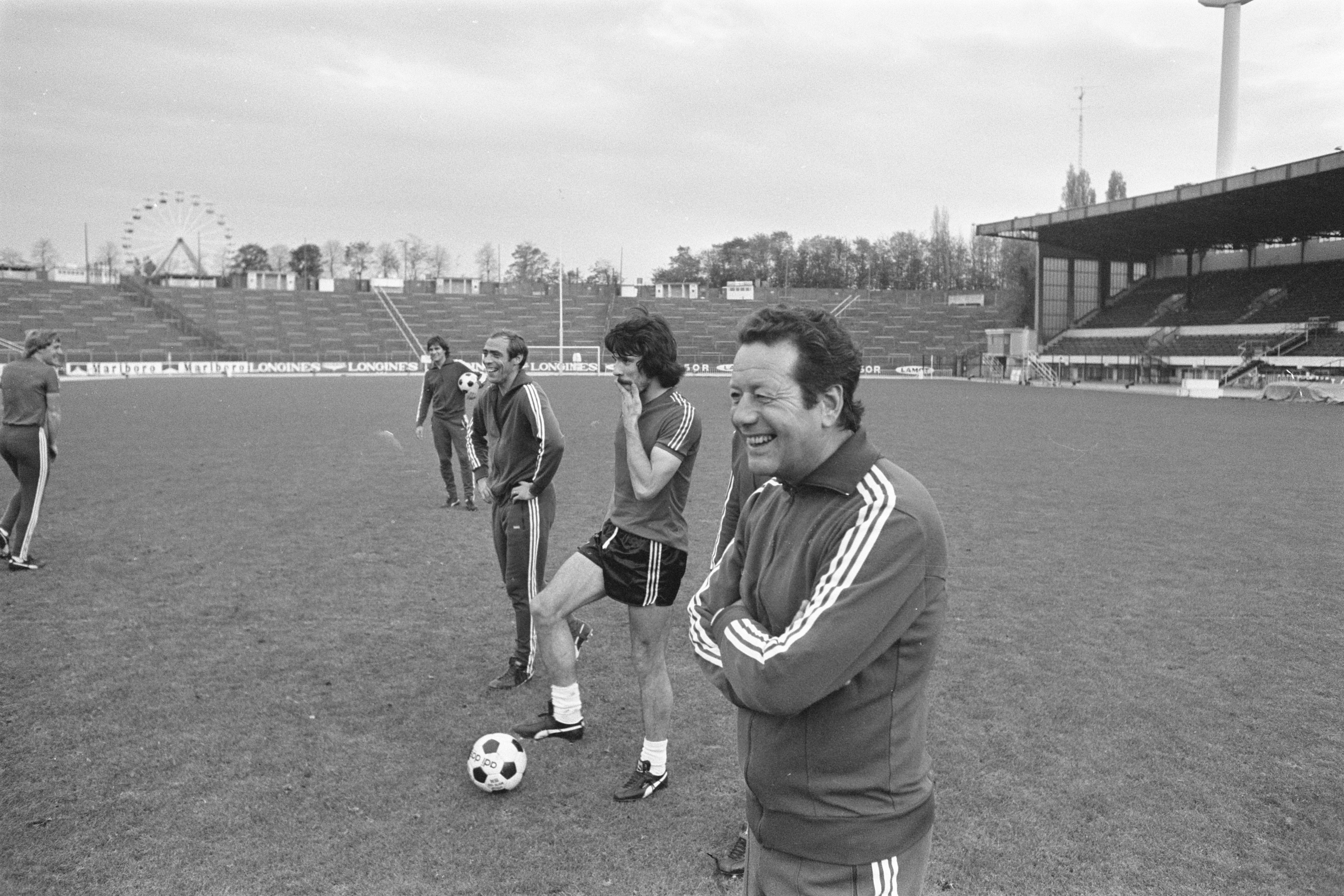
Guy Thijs tijdens een training van het Belgisch elftal in Brussel, oktober 1977

Thijs was trainer van het Belgische nationale voetbalteam van 22 mei 1976 tot 9 juni 1989 en van 1990 tot 1 mei 1991.

## Privéleven
Zijn kleinzoon Arthur De Greef was een tennisser.

## Trainerscarrière
- 1954-1958: Cercle Brugge
- 1958-1959: Racing Lokeren
- 1959-1963: Wezel Sport
- 1963-1966: Herentals
- 1966-1969: KSK Beveren
- 1969-1973: Union Sint-Gillis
- 1973-1976: Royal Antwerp FC
- 1976-1989: België
- 1990-1991: België

## Palmares
- 1956 - Kampioen 3de Klasse (Cercle Brugge)
- 1960 - Kampioen 4de Klasse (Wezel Sport)
- 1964 - Eindronde 3de Klasse (Herentals)
- 1967 - Kampioen 2de Klasse (KSK Beveren)
- 1974 - Vicekampioen (Antwerp FC)
- 1975 - Vicekampioen (Antwerp FC)
- 1975 - Finalist Beker van België (Antwerp FC)
- 1980 - Finalist EK (België)
- 1986 - 4de plaats WK (België)
- 1986 - Beste trainer van de Wereld (België)